# Avril 1830

## Événements
- 1er avril : réception d'Alphonse de Lamartine à l'Académie française.
- 6 avril : 
  - les conservateurs reprennent le pouvoir au Chili et instaurent pour trente ans une « République conservatrice » dont la figure emblématique est Diego Portales.
  - naissance de l'Église de Jésus-Christ des Saints des Derniers Jours, dont les membres sont couramment appelés mormons, à Fayette dans l'État de New York, avec Joseph Smith comme premier président;
  - la loi de colonisation mexicaine interdit l’immigration au Texas.
- 7 avril, France : dans le Feuilleton des journaux politiques, Balzac attaque Hernani.
- 12 avril, France : l'éditeur Gosselin presse Victor Hugo de fournir Notre-Dame de Paris.
- 15 avril, France : six nouvelles des Scènes de la vie privée dont mises en vente chez Louis Mame.

## Naissances
- 17 avril : Alfred William Howitt (mort en 1908), anthropologue et naturaliste australien.
- 19 avril : Pierre-Paul Dehérain (mort en 1902), agronome français.
- 21 avril : Clémence Royer (morte en 1902), philosophe et scientifique française.

## Décès
- 3 avril : Jean-Charles Tardieu, peintre français (° 3 septembre 1765).
- 9 avril : Pierre Bernard Palassou (né en 1745), naturaliste français.
- 20 avril : Jean Georg Haffner, médecin militaire français (° 20 septembre 1775).